# جو بيرسون (فنان قتال مختلط)
جو بيرسون (بالإنجليزية: Joe Pearson)‏ هو فنان قتال مختلط أمريكي، ولد في 28 مارس 1978 في دافنبورت في الولايات المتحدة.

## وصلات خارجية
- جو بيرسون على موقع شيردوغ (الإنجليزية)
- جو بيرسون على موقع IMDb (الإنجليزية)